# Bośnia i Hercegowina na letnich igrzyskach olimpijskich
Reprezentacja Bośni i Hercegowiny na letnich igrzyskach olimpijskich po raz pierwszy wystartowała podczas Igrzysk w Barcelonie w 1992 roku. Jak dotąd nie zdobyli oni żadnego medalu.

## Medaliści letnich igrzysk olimpijskich pochodzący z Bośni i Hercegowiny

### Złote medale
Brak

### Srebrne medale
Brak

### Brązowe medale
Brak